# 惠而浦中国
惠而浦（中国）股份有限公司（上交所：600983，简称：惠而浦），简称惠而浦中国，是中华人民共和国一家从事家用电器制造的公司，总部位于安徽省合肥市。
惠而浦中国的前身为荣事达集团与三洋电机等投资方合资建立的合肥荣事达三洋电器股份有限公司（简称合肥三洋）。2014年，合肥三洋被惠而浦收购后，公司改为现名。2021年，格兰仕集团收购惠而浦中国51%股权。现惠而浦中国由格兰仕集团控股，惠而浦集团全资控股的惠而浦中国投资在本公司的持股比例则下降至19.90%（截至2022年）。

## 历史

### 合肥三洋
1994年3月16日，合肥三洋洗衣机有限公司成立，由荣事达集团、三洋电机、丰田通商、三洋电机贸易、长城贸易合资建立。公司随即与三洋电机签署技术引进合同，许可使用三洋电机的洗衣机、微波炉制造技术。同年被认定为“安徽省高新技术企业”。期间该公司先后研发生产了多款新型洗衣机和微波炉，包括：中国第一台模糊控制洗衣机、第一台子母分洗洗衣机、第一台电解水超音波洗衣机、第一台无转盘微波炉、第一台顶开滑盖蒸汽洗干一体机、第一台变频空气洗滚筒洗衣机等。
1997年3月，合肥三洋洗衣机有限公司更名为合肥三洋荣事达电器有限公司。1999年6月，该公司整体变更为股份有限公司，新增合肥百货、安徽技术和芳草日化三家企业作为发起人。2000年1月，变更事项经外经贸部批准，同年3月在合肥市工商行政管理局办理了变更登记。
2004年7月，合肥三洋在上海证券交易所挂牌上市，成为中国家电行业首家合资上市公司。
2008年，合肥市进行了大规模的国有企业改革，荣事达集团开始进行改制。4月，在合肥市国资委的部署下，荣事达集团及其持有的荣事达三洋的股份无偿转让给合肥市国有资产控股有限公司（简称合肥国资）。根据公司公告，2008年12月1日，荣事达集团与合肥国资公司签署《国有股权无偿划转协议》，将荣事达集团持有的合肥三洋33.57%股权无偿划转给合肥国资公司，实际控制人也变更为合肥市国资委。2009年7月，交易事项经中国证监会批复，相关手续于7月31日完成。
2011年，合肥三洋推出自主品牌帝度，包括洗衣机、冰箱产品。
2012年5月，合肥三洋公告称已获得合肥国资公司授权，行使荣事达商标的管理权，今后可代表合肥国资公司进行商标的授权管理以及许可使用费的收取。2013年4月1日，在美的与合肥国资公司的5年合约到期之后，合肥三洋公告称，合肥国资公司已将荣事达商标许可荣事达三洋，生产冰箱、洗衣机、微波炉三大类产品，商标使用期同样为5年，2018年到期。4月8日，合肥三洋宣布接手管理权后的荣事达“将专注高品质、高性价比家电产品的研发和制造”，产品覆盖洗衣机、冰箱、微波炉等，与帝度、三洋形成差异化优势互补，实现合肥三洋多品牌齐力发展的战略。

### 惠而浦入股及更名
2013年8月12日，惠而浦（中国）投资有限公司通过协议转让及认购非公开发行股票的方式收购合肥三洋51%的股权，收购后惠而浦中国投资将成为公司的控股股东。根据收购概要，其收购目的是扩大中国的白色家电市场。同时，惠而浦与合肥三洋签订了《商标和商号许可协议》、《技术许可协议》。同年11月20日，中华人民共和国商务部反垄断局批复同意此次收购案；翌年1月15日，商务部原则同意惠而浦中国投资受让三洋电机持有合肥三洋的全部股份。
2014年11月6日，在惠而浦正式完成对荣事达三洋的收购之后，惠而浦（中国）股份有限公司在合肥市政府揭牌。12月9日，公司完成了工商变更手续，荣事达三洋正式更名为惠而浦中国。12月18日，公司的股票简称也由之前的“合肥三洋”变更为“惠而浦”。
2017年12月12日，惠而浦中国因在2015年、2016年年度报告存在重大会计差错、内部控制存在重大缺陷等问题，安徽证监局对公司予以警示。
2018年7月18日，惠而浦中国与合肥国资公司续签“荣事达”相关商标的《商标使用许可合同》，期限至2023年3月31日。
2019年10月24日，惠而浦中国公告称，其与三洋电机签订的商标使用许可合同已于2019年10月23日到期，合同到期后过渡期的6个月内仍可以继续生产三洋品牌产品。合同终止后，三洋电机及其关联方自合同终止之日起7年内不在中国大陆区域生产和销售许可产品，也不得许可任何第三方生产和销售。经销商从惠而浦中国或其上级经销商合法购买的三洋产品，不受合同到期影响，仍可以合法销售和流通。惠而浦中国仍会对相关服务维修和备品备件供应负责。公告称，自2017年起，惠而浦中国在三洋品牌洗衣机的销售收入占比中逐渐降低。当年，惠而浦中国出现巨亏，总营收同比下降15.97%，净亏损3.23亿元。
2020年8月1日，惠而浦中国披露，公司已收到安徽证监局《行政处罚事先告知书》。告知书称，安徽证监局认定惠而浦2015年、2016年虚报收入利润、信披违法、业绩造假等违规行为成立，决定对惠而浦中国给予警告，并处以40万元罚款；对时任董事长金友华给予警告，并处以20万元罚款；对其他责任人员给予警告，并处以3-5万元不等的罚款。同年12月，上交所作出纪律处分，决定对惠而浦中国、时任董事长金友华及其他责任人员予以公开谴责。

### 格兰仕入股
2020年8月21日，格兰仕集团旗下格兰仕家用电器召开董事会会议，审议通过收购惠而浦中国股权事项。2021年3月28日，惠而浦中国发布公告，格兰仕提出的要约收购已取得国家市场监督管理总局反垄断局出具的《经营者集中反垄断审查不实施进一步审查决定书》，并通过美国、巴西、德国、土耳其等多国在内的反垄断审查，该交易不存在尚需取得的审批。格兰仕将以每股5.23元的价格，收购惠而浦中国无限售条件流通股4.68亿股，占惠而浦目前已发行股份的61%，本次要约收购最高资金总额为24.45亿元。收购完成后，格兰仕将以不低于51%的持股比例，成为惠而浦中国的控股股东，梁昭贤和梁惠强父子将成为惠而浦中国的实际控制人。梁惠强表示，格兰仕是基于对公司长期潜在价值的判断而作出要约收购。
2021年5月6日，惠而浦中国公告称，此次要约收购的清算过户手续已经办理完毕。收购后，惠而浦集团全资控股的惠而浦中国投资，在惠而浦中国中的持股比例由原来的51%下降至19.9%，另31.1%股权转让予格兰仕；而合肥国资公司在惠而浦中国的持股比例由原来的23.34%下降至3.34%，另20%股权转让予格兰仕。格兰仕副董事长梁惠强出任惠而浦中国的总裁一职。格兰仕成为实控人后，2021年8月，惠而浦中国确定了“惠而浦+帝度”双品牌战略，前者定位高端，后者面向年轻人群。而荣事达品牌亦停止运作。当年惠而浦中国归属于上市公司股东的净亏损5.89亿元，亏损同比扩大293.41%，为连续第三年亏损。

## 业务
惠而浦中国产品涵盖洗衣机、冰箱、洗碗机、干衣机以及厨房电器、生活电器等，产品有内销和外销，其中主要收入来源于外销。
截至2021年8月，惠而浦中国共运营如下品牌：
- 惠而浦：主品牌，定位为高端家电品牌[11][27]
- 帝度：2011年推出的自主品牌，产品包括洗衣机、冰箱[11]

曾运营的品牌包括：
- 三洋：公司成立时启用的第一个品牌，由三洋电机许可使用其技术和商标，产品包括洗衣机和微波炉[2]。2019年10月23日与三洋电机签订的商标使用许可合同到期，2020年4月过渡期满停止运营[21]。
- 荣事达：2013年，原合肥三洋公司获得合肥国资公司许可，正式生产荣事达品牌的冰箱、洗衣机、微波炉[13]。2021年格兰仕收购惠而浦中国股权后，惠而浦中国不再生产荣事达品牌产品[27]。